# البازرنجيين
البازرنجيين سلالة من الحكام المحليين لبلاد جنوب غرب إيران في نهاية الإمبراطورية الفرثية التي كانت عاصمتها إصطخر.
كانت رامبهشت زوجة ساسان وجدة أردشير الأول ابنة أحد الملوك البازرنجيين ويدعى جوزهر.